# Isaías Meneses
Isaías Eduardo Meneses Contreras (* 9. August 1990 in Santiago) ist ein ehemaliger chilenischer Fußballspieler.

## Karriere
Isaías Meneses begann 2010 seine Karriere beim CD Magallanes, mit dem er 2010 den Aufstieg in den Profifußball als Meister der Tercera A schaffte. Im Folgejahr schaffte der Klub den Einzug in das Finale der Copa Chile, unterlag dort allerdings Erstligist Universidad Católica nach Elfmeterschießen. Nach der Saison 2017 ließ Magallanes den Vertrag von Meneses auslaufen und schloss sich Coquimbo Unido aus der Primera B an. Nach dem Aufstieg mit dem Gewinn der Zweitligameisterschaft blieb er in der Primera B und spielte für Deportes Santa Cruz. Nach Ablauf seines Vertrags in Santa Cruz fand er keinen neuen Verein.

## Erfolge
Magallanes
- Meister der Tercera División: 2010

Coquimbo Unido
- Meister der Primera B: 2018